# Guidone (scout)

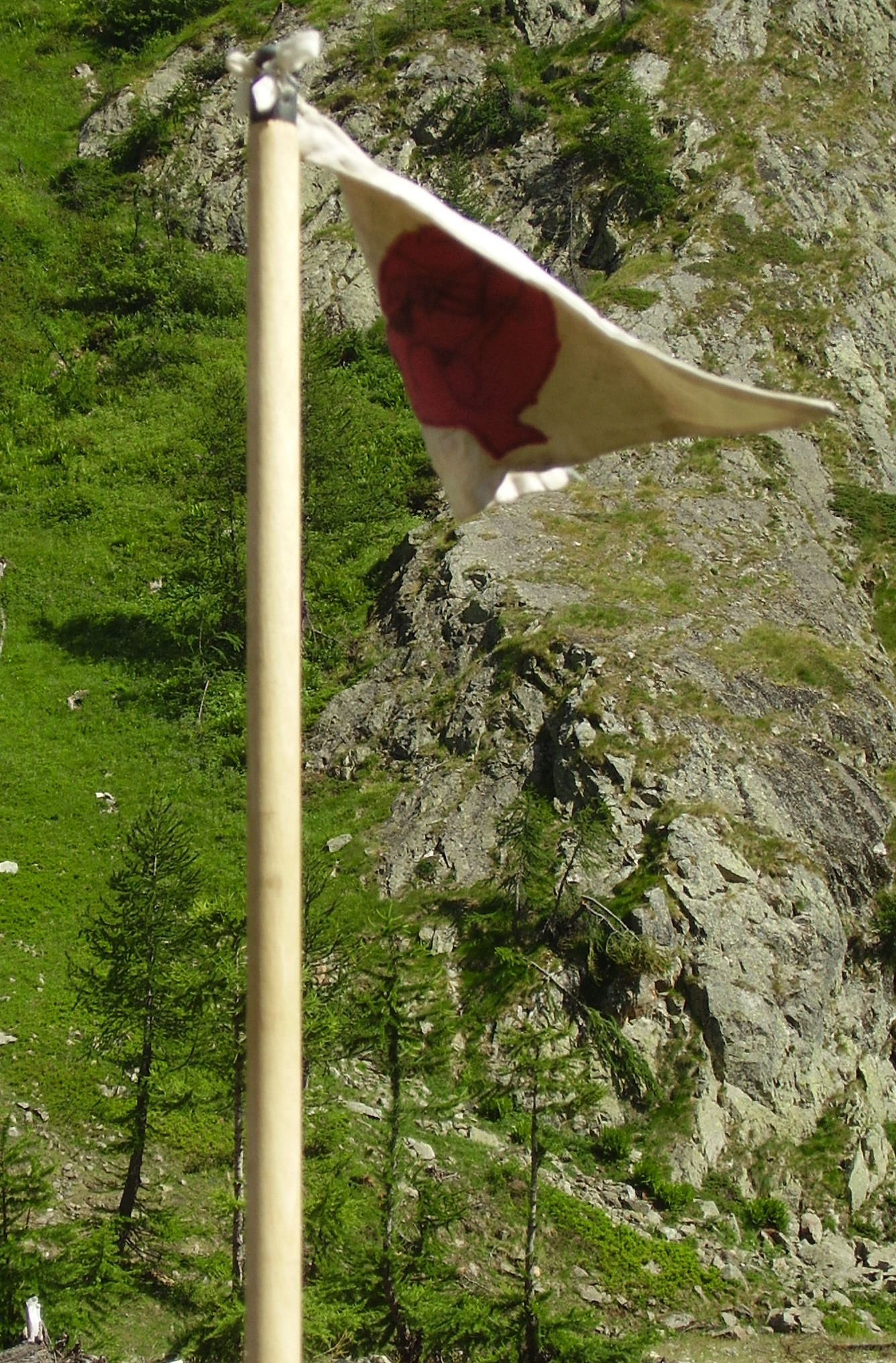
Il guidone di una squadriglia di un reparto dell'AGESCI.

Il guidone è una bandiera usata nei reparti di tutte le associazioni scout. Di forma triangolare e misura 23 x 40 cm, è solitamente a fondo bianco e riporta su entrambi i lati un disegno in stoffa rossa raffigurante l’animale da cui la squadriglia prende il nome, spesso ispirato ai disegni originali di Baden-Powell. Nei gruppi nautici, l’animale è rappresentato in colore azzurro.
Il guidone è fissato a un bastone diritto, detto alpenstock, che ha una punta di metallo all’estremità inferiore per poter essere piantato nel terreno.
Il resto del legno può eventualmente essere ricoperto, in base alle tradizioni del reparto, con cordini annodati colorati, o anche semplicemente lasciato a nudo.

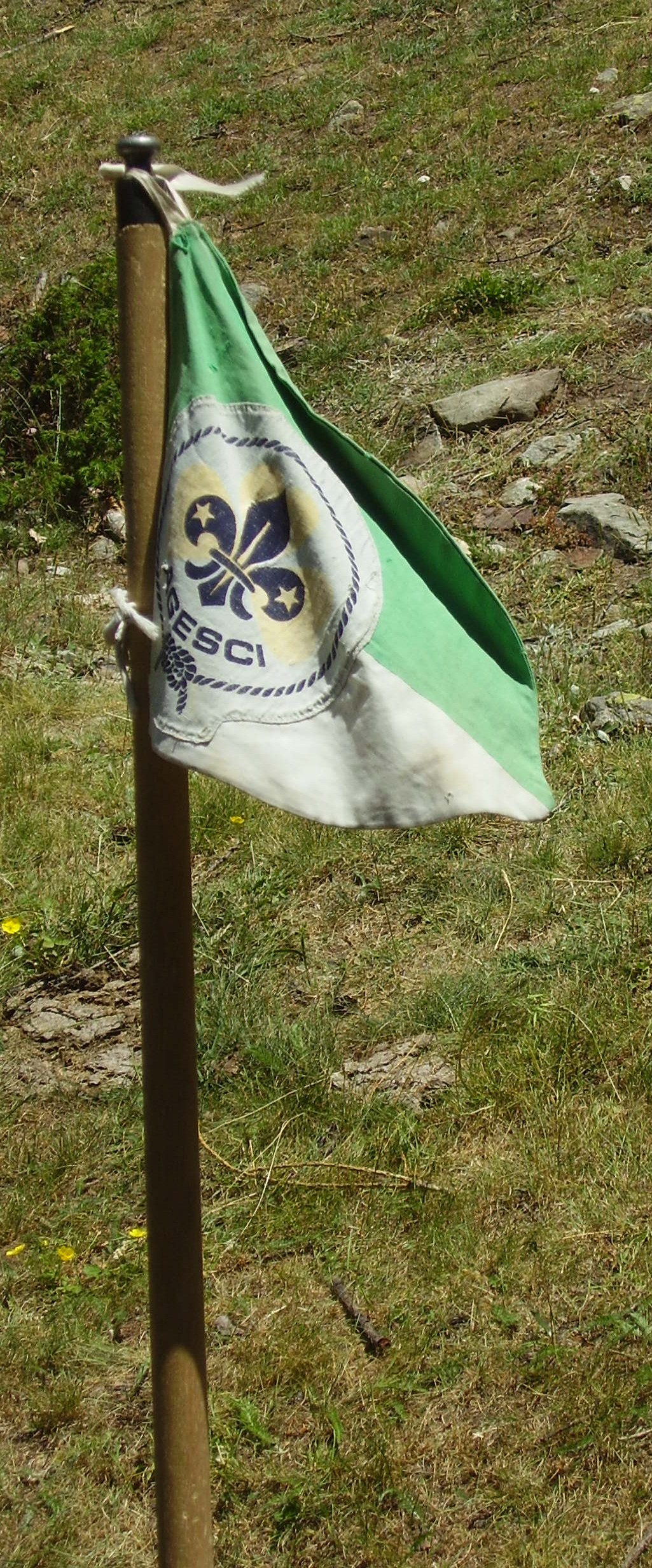
La fiamma di un reparto dell'AGESCI.

Vi è poi un guidone particolare, quello che appartiene non a una singola squadriglia, ma a tutto il reparto. Esso è chiamato Fiamma ed ha la stessa foggia di quello delle squadriglie, ma la sua bandiera ha come sfondo i colori del gruppo (gli stessi del fazzolettone) e al centro, al posto dell'animale, ci sarà lo stemma dell'associazione di appartenenza.